# Осту
Осту (перс. استوه) — село в Ірані, у дегестані Санґ-Сефід, у бахші Каре-Чай, шагрестані Хондаб остану Марказі. За даними перепису 2006 року, його населення становило 2363 особи, що проживали у складі 623 сімей.

## Клімат
Середня річна температура становить 12,48°C, середня максимальна – 31,00°C, а середня мінімальна – -10,36°C. Середня річна кількість опадів – 274 мм.
| Клімат поселення                              | Клімат поселення | Клімат поселення | Клімат поселення | Клімат поселення | Клімат поселення | Клімат поселення | Клімат поселення | Клімат поселення | Клімат поселення | Клімат поселення | Клімат поселення | Клімат поселення | Клімат поселення |
| Показник                                      | Січ.             | Лют.             | Бер.             | Квіт.            | Трав.            | Черв.            | Лип.             | Серп.            | Вер.             | Жовт.            | Лист.            | Груд.            |                  |
| Середній максимум, °C                         | 8,56             | 10,92            | 15,40            | 21,18            | 25,20            | 31,00            | 30,86            | 30,12            | 25,91            | 20,90            | 14,42            | 8,38             |                  |
| Середня температура, °C                       | −0,9             | 1,47             | 5,94             | 11,70            | 15,76            | 21,54            | 24,80            | 24,07            | 19,86            | 14,84            | 8,38             | 2,33             |                  |
| Середній мінімум, °C                          | −10,36           | −8               | −3,5             | 2,25             | 6,29             | 12,09            | 18,76            | 18,01            | 13,81            | 8,80             | 2,32             | −3,72            |                  |
| Норма опадів, мм                              | 42               | 34               | 48               | 37               | 35               | 8                | 0                | 1                | 0                | 7                | 24               | 38               |                  |
| Середньомісячна швидкість вітру, м/с          | 1.46             | 2.06             | 2.84             | 3.02             | 2.66             | 2.54             | 2.55             | 2.46             | 2.30             | 2.15             | 1.98             | 1.35             |                  |
| Середньомісячна сонячна радіація, кДж/м²·день | 9043             | 12293            | 14704            | 18134            | 22279            | 26925            | 25923            | 23989            | 20885            | 15415            | 10876            | 8877             |                  |
| --------------------------------------------- | ---------------- | ---------------- | ---------------- | ---------------- | ---------------- | ---------------- | ---------------- | ---------------- | ---------------- | ---------------- | ---------------- | ---------------- | ---------------- |
| Джерело:                                      |                  |                  |                  |                  |                  |                  |                  |                  |                  |                  |                  |                  |                  |